# 塔朱拉 (利比亞)

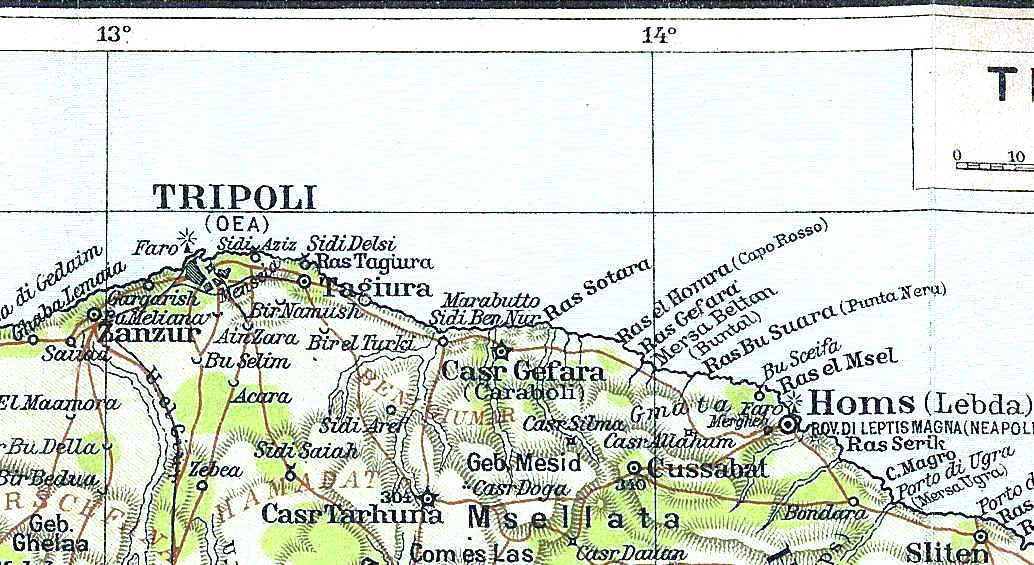
1913年地圖中，塔朱拉（當時名為塔芝拉Tagiura）位於地中海以南的的黎波里塔尼亚。

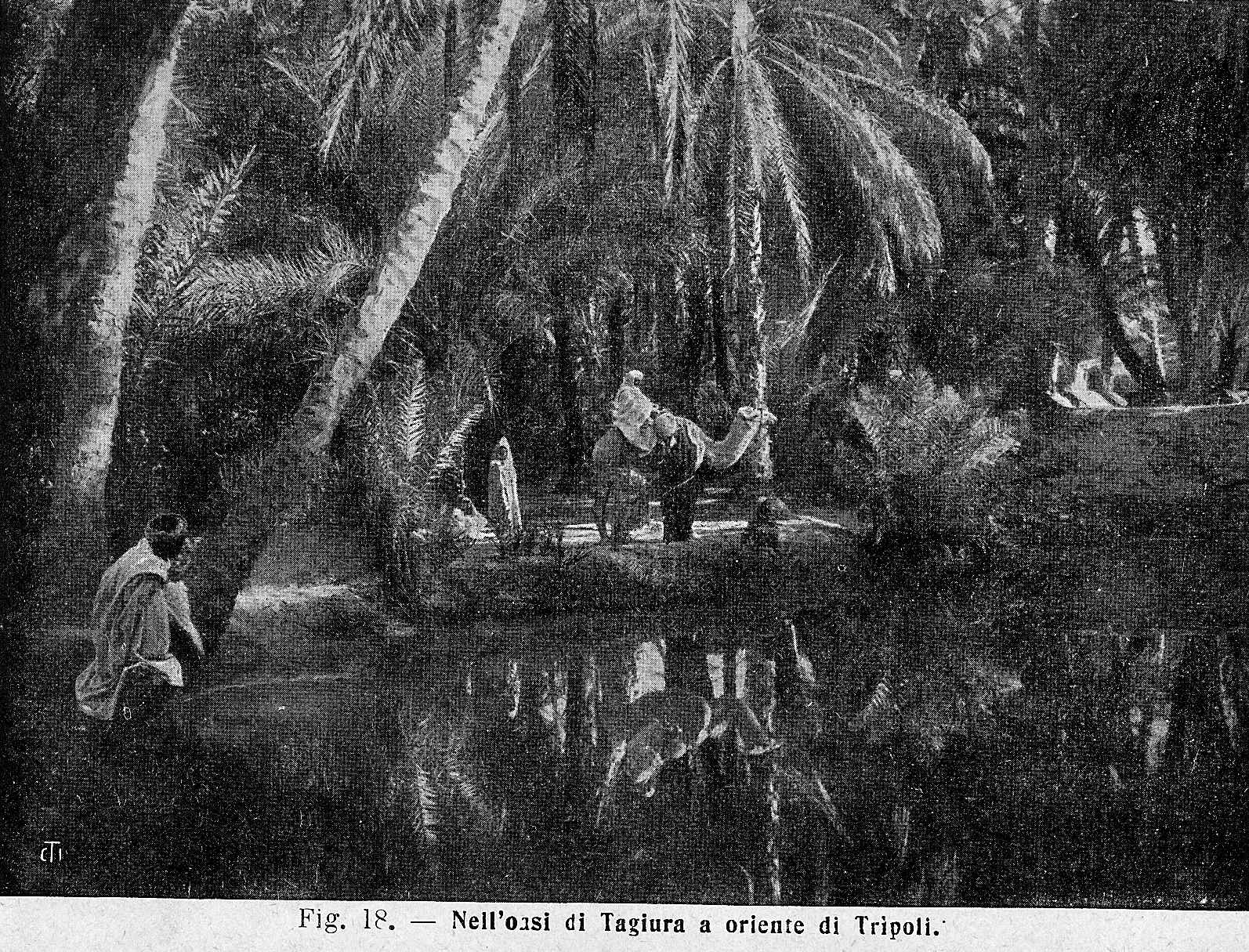
1913年的塔朱拉綠洲

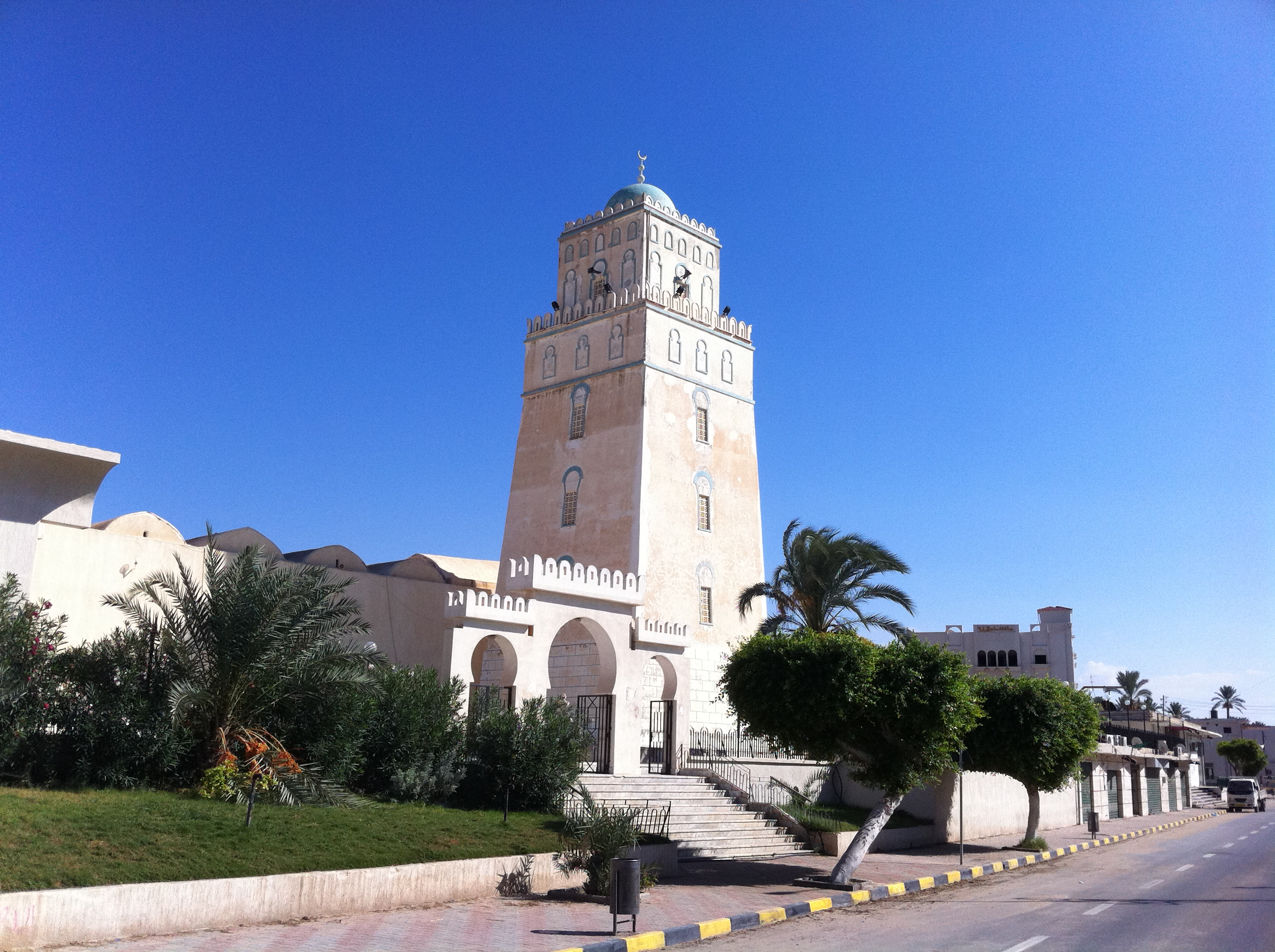
塔朱拉的穆拉德阿加清真寺

塔朱拉（阿拉伯语：‎  或 Tajoura）是利比亞西北部的一個城鎮和的黎波里州的其中一個省，位於的黎波里東部、北臨地中海。
2001年至2007年期間，塔朱拉是塔朱拉娃阿爾巴區的首府。利比亞革命期間，塔朱拉乃的黎波里中反對卡達菲情緒最高漲的地區，也造成當地死傷慘重。

## 歷史
1531年，奥斯曼土耳其人在此處設立基地。在巴巴羅薩·海雷丁帕夏的指揮下，塔朱拉因靠近的黎波里而被選中。1530年，的黎波里成為馬爾他騎士團一部分，當時作為西西里國王的查理五世給了他們的黎波里，戈佐島和馬耳他。1551年，的黎波里在圍城戰中被佔。
塔朱拉是利比亞核研究的中心，鎮內有一個10兆瓦的反应堆，由蘇聯建造並於1981年開始運作。
第二次利比亞內戰期間，塔朱拉涉及101營的叛亂。

## 名称
傳言塔朱拉「Tajoura」一名是來自一個公主丟失她的皇冠的故事。「Taj」是皇冠，「oura」是公主的名稱。皇冠在塔朱拉尋回，因此將此處名為Tajoura，代表Oura的皇冠。
2019年，塔朱拉的拘留中心遭到空襲，造成53人死亡。

## 行政區劃
- 阿布阿什尔
- 阿馬露娜
- 阿哈米狄亞
- 巴阿珊亞
- 塞阿西迪奥斯曼（西迪奥斯曼）
- 拜提斯柏
- 拜阿岳泰米拉
- 艾阿塔曼娜
- 达赫拉
- 莉玛
- 迪亚尔贾比尔
- 岩柴－阿里拔
- 市場－中心區
- 高德
- 刑區（Uqba指揮官總部）
- 阿蓋那達
- 安調西
- 塞斯班
- 阿瑪先

## 旅遊景點
- 塔朱拉被譽為「利比亞最佳的魚餐廳和外賣店」
- 西迪阿安达卢斯：旅遊村，已在2010年12月拆毀[11]
  - 偶爾被穆阿迈尔·卡扎菲用作開會場地
  - 主要被Teknica (UK) Ltd用作接待貴賓[12]
  - 短暫被Taknia Libya用作接待貴賓
- 興爐村
- 魚市場
- 塔朱拉市中心（麥打惠柵）
- 穆拉德阿加清真寺旁邊的棕櫚樹

## 體育俱樂部
- 出版俱樂部
- 阿布阿什尔俱樂部
- 哈米狄亞俱樂部